# 花冷列車
〈花冷列車〉（日语：／）是日本音樂創作團體三月的Phantasia的第二十首數位限定單曲。該曲於2022年1月29日由日本SACRA MUSIC作為單曲發行。後收录于专辑《邂逅少女》中。
该歌曲也是三月的Phantasia自〈101〉發行以來，時隔約六個月再次發行的新单曲。其由神圣放逐乐队的の子作曲、三月的Phantasia主唱Mia作词。MV於2022年1月28日發行，並於2022年3月16日在YouTube頻道「THE FIRST TAKE」首次進行現場表演。2022年8月16日，歌曲的THE FIRST TAKE版〈花冷列車-From THE FIRST TAKE〉與〈我才不需要青春-From THE FIRST TAKE〉同時發售。